# Diaphus termophilus
Diaphus termophilus es una especie de pez linterna perteneciente al género Diaphus,  de la subfamilia Lampanyctinae. Fue descrita por Tåning en 1928.
Especie inofensiva para el ser humano.

## Descripción
Longitud estándar de 8 centímetros.

## Distribución y hábitat
Se distribuye desde Marruecos hasta Mauritania. En Estados Unidos, incluido el Caribe y Antillas Menores, también en Canadá. En Nueva Caledonia y Nueva Zelanda. Reportado en el Pacífico central oriental. Puede alcanzar profundidades de 40-850 metros.